# Donald Butler
Donald A. Butler (Sacramento, 17 ottobre 1988) è un giocatore di football americano statunitense che gioca nel ruolo di linebacker per i San Diego Chargers della National Football League (NFL). Fu scelto nel corso del terzo giro (79º assoluto) del Draft NFL 2010 dai Chargers. Al college ha giocato a football all'Università di Washington.

## Carriera professionistica

### San Diego Chargers
Smith fu scelto nel corso del terzo giro del Draft NFL 2010 dai San Diego Chargers. A causa di un infortunio, perse la sua intera stagione da rookie. Debuttò come professionista nella settimana 1 della stagione 2011 contro i Minnesota Vikings in cui mise a segno 6 tackle. La settimana successiva mise a segno il suo primo sack contro i New England Patriots. Il primo intercetto lo fece registrare nella vittoria della settimana 5 contro i Denver Broncos. La stagione di Butler si concluse disputando tutte le 16 gare come titolare, con 96 tackle, 2,0 sack, un intercetto, due passaggi deviati e 2 fumble forzati.
Nella settimana 2 della stagione 2012, Butler segnò il suo primo touchdown su un ritorno di intercetto da 21 yard contro i Kansas City Chiefs. La sua annata si concluse con 12 presenze, tutte come titolare, con 77 tackle, 3,0 sack e un intercetto.
Nella stagione 2013, Butler mise a segno 84 tackle e un intercetto in 13 presenze, tutte tranne una come titolare. Un altro intercetto lo mise as segno su Peyton Manning nel secondo turno di playoff ma i Chargers furono eliminati dai Denver Broncos.
Il 28 febbraio 2014, Butler firmò coi Chargers un rinnovo contrattuale, i cui termini non furono rivelati.

## Vittorie e premi
Nessuno

## Statistiche
| Partite totali      | 41  |
| Partite da titolare | 40  |
| Tackle              | 257 |
| Sack                | 5,5 |
| Intercetti          | 3   |

Statistiche aggiornate alla stagione 2013